# Niasbeo
De niasbeo (Gracula robusta) is een vogelsoort die behoort tot de spreeuwachtigen (Sturnidae). De vogel werd in 1887 door Tommaso Salvadori als nieuwe soort beschreven. Het is een ernstig bedreigde vogelsoort van eilanden voor de westkust van Sumatra.

## Kenmerken
De vogel is 32 cm lang. Het is de grootste beo uit het geslacht Gracula. De vogel ziet er ook forser uit en is glanzend zwart van kleur en verschilt verder alleen door de veel grotere witte vlek op de vleugels. Een ander verschil is het beter ontwikkelde stemvolume en het imitatievermogen.

## Verspreiding en leefgebied
Het is een endemische soort op het eiland Nias en nabijgelegen eilanden, die liggen voor de westkust van Sumatra.

## Status
Op Nias bestaat een kleine populatie waarin mogelijk ontsnapte kooivogels deel van uitmaken. Op een niet nader genoemd eiland in de archipel is volgens een publicatie uit 2016 nog een wilde populatie van hoogstens 50 volwassen vogels. De vogel wordt ernstig bedreigd door vogelvangers omdat dit de grootste, qua stemvolume en imitatievermogen de meest gewilde en daardoor best verhandelbare soort is van de beo's. De soort staat als ernstig bedreigd op de Rode Lijst van de IUCN.